# 12983 Mattcox
12983 Mattcox eller 1979 OH1 är en asteroid i huvudbältet som upptäcktes den 24 juli 1979 av den amerikanska astronomen Schelte J. Bus vid Palomar-observatoriet. Den är uppkallad efter Matthew Anthony Cox.
Asteroiden har en diameter på ungefär 16 kilometer.